# Deus Ex (serie)

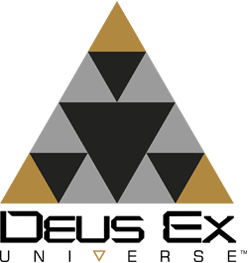
Logo ufficiale della serie

Deus Ex è una serie di videogiochi di ruolo, FPS, stealth ambientati durante il ventunesimo secolo in un contesto cyberpunk distopico, sviluppati da Ion Storm (dal 2000 al 2005) e Eidos Montréal (dal 2005) e pubblicati da Square Enix. In data 2 maggio 2022 la serie è stata acquisita da Embracer Group.
Al 2022 la serie conta quattro capitoli principali e diversi fumetti che ne espandono l'universo narrativo.

## Videogiochi

### Capitoli principali
| Titolo                    | Data di uscita  | Piattaforme                      |
| ------------------------- | --------------- | -------------------------------- |
| Deus Ex                   | 23 giugno 2000  | PlayStation 2, Windows           |
| Deus Ex: Invisible War    | 2 dicembre 2003 | Xbox, Windows                    |
| Deus Ex: Human Revolution | 23 agosto 2011  | PlayStation 3, Xbox 360, Windows |
| Deus Ex: Mankind Divided  | 23 agosto 2016  | PlayStation 4, Xbox One, Windows |

### Spin-off
| Titolo                 | Data di uscita  | Piattaforme         |
| ---------------------- | --------------- | ------------------- |
| Deus Ex: The Fall      | 11 luglio 2013  | Android, iOS, Steam |
| Deus Ex: Go            | 18 agosto 2016  | Android, iOS        |
| Deus Ex: Breach        | 24 gennaio 2017 | Steam               |
| Deus Ex: VR Experience | 24 gennaio 2017 | Steam               |

Ordine fabula:
1. Deus Ex: Human Revolution - Director's Cut
2. Deus Ex: Mankind Divided
3. Deus Ex
4. Deus Ex: Invisible War

## Incassi
Ad aprile 2009 i primi due giochi della serie avevano totalizzato più di 2 milioni di copie vendute.
Il 2 maggio 2022, il giorno stesso dell'acquisizione del marchio da parte di Embracer Group, sono stati pubblicati i dati di vendita del franchise. I capitoli principali hanno venduto complessivamente più di 12 milioni di unità che, sommate ai 2 milioni di download degli spin-off mobile, portano la serie ad un totale di più di 14 milioni di copie vendute.